# 32153 Laurenmcgraw
32153 Laurenmcgraw è un asteroide della fascia principale. Scoperto nel 2000, presenta un'orbita caratterizzata da un semiasse maggiore pari a 2,762389 UA e da un'eccentricità di 0,195169, inclinata di 10,762133° rispetto all'eclittica. Ha un diametro di 11,129 km.